# مترجم (فیلم)
مترجم (به انگلیسی: The Interpreter) فیلمی در ژانر سیاسی هیجانی با بازی شان پن و نیکول کیدمن به کارگردانی سیدنی پولاک محصول سال ۲۰۰۵ است.

## داستان
سیلویا بروم که متولد آفریقاست به عنوان مترجم شفاهی در سازمان ملل متحد فعالیت می‌کند روزی او به‌طور تصادفی و ناخواسته مکالمه‌ای را میشنود که در آن یک رهبر آفریقایی که قرار است در مجمع عمومی سازمان ملل سخنرانی کند تهدید به قتل می‌شود این مکالمه به زبانی ادا می‌شود که عده بسیار محدودی از جمله سیلویا به آن اشراف دارند شنیدن این مکالمه باعث می‌شود تا زندگی سیلویا به‌طور جدی به مخاطره بیفتد تروریست‌ها متوجه می‌شوند که سیلویا از نقشه آن‌ها با خبر شده‌است و در نتیجه درصدد از بین بردن او بر می‌آیند سیلویا مایوسانه به دنبال راهی برای خنثی کردن نقشه آن‌ها و نیز نجات خود می‌گردد البته یافتن فردی که ادعای او را مبنی بر جریان تهدید به قتل باور کند دشوار است. یک مأمور سرویس مخفی ایالات متحده آمریکا به نام توبین کلر مأمور حفاظت از جان سیلویا می‌شود و اعتماد چندانی به گفته‌های سیلویا ندارد و معتقد است او همه حقیقت ماجرا را نمی‌گوید.او به سیلویا ظنین می‌شود و حتی حدس می‌زند که سیلویا هم جزو تیم تروریست هاست. توبین که گذشته‌ای رنج آلود دارد و تقریباً یک فرد شکست خورده است به همراه سیلویا مبارزه‌ای را آغاز می‌کند که ممکن است به قیمت جان او و سیلویا تمام شود سیلویا و توبین در دو جایگاه متفاوت قرار دارند و از دو منظر متفاوت به زندگی نگاه می‌کنند. یکی مترجم سازمان ملل و به قدرت و اصالت واژه‌ها اعتقاد دارد و دیگری یک مأمور سرویس مخفی ایالات متحده آمریکا است که ارزش چندانی برای گفته‌های دیگران قائل نیست و در عوض سعی می‌کند با تفسیر رفتارهای اشخاص پی به افکار آن‌ها ببرد آن‌ها باید پیش از آنکه خیلی دیر شود یک بحران بین‌المللی را مهار کنند.آنها ضمن تعقیب و گریزهایشان به شناخت جدیدی از هم می‌رسند و حس می‌کنند که واقعاً به یکدیگر نیاز دارند.